# Bbhh

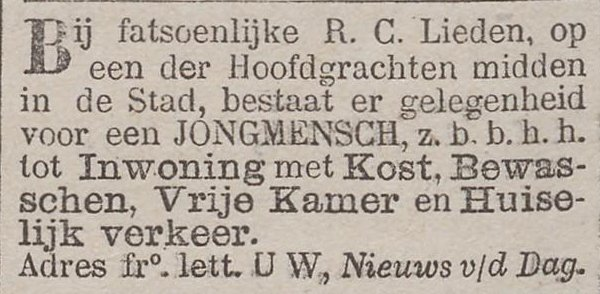
Advertentie uit 1881 voor een kamer die te huur is, bedoeld voor een persoon b.b.h.h., Het nieuws van den dag : kleine courant, 08-08-1881. R.C. is Rooms-katholiek, z.b.b.h.h. is "zijn bezigheden buitenshuis hebbende", fro is franco, lett. is letter, code voor een postvak bij de krant.

De afkorting bbhh, soms ook geschreven als b.b.h.h., betekent bezigheden buitenshuis hebbende. De afkorting werd gebruikt in contactadvertenties en in advertenties voor het verhuren van een kamer.
De afkorting bespaarde de adverteerder veel ruimte terwijl wel duidelijk was wat de adverteerder voor bedoelingen had. Advertenties werden vaak betaald per regel en afkortingen maakten de advertentie betaalbaar.

## Voorbeeld

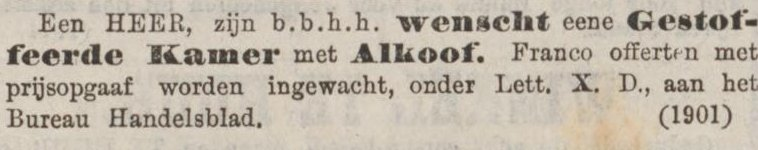
Een advertentie uit 1883 van een heer b.b.h.h die een kamer zoekt. Algemeen Handelsblad, 18-01-1883

De schrijfster Cissy van Marxveldt gebruikte in haar boek Op eigen benen (1950) de afkorting toen de vriendinnen een advertentie voor een kamer wilden plaatsen: Twee j. dames, b.b.h.h., zoeken gem. z. en sl. kamer m. pens. op nette st. Voluit: Twee jongedames, bezigheden buitenshuis hebbende, zoeken gemeubileerde zit- en slaapkamer met pension op nette stand.